# Kaprosuchus
Kaprosuchus is een geslacht van uitgestorven Crocodylomorpha. Hij had lange poten waar hij hard mee kon rennen. Hij was een landkrokodil, maar voelde zich ook thuis in het water. De schedel van het dier was fors gebouwd. Er wordt gedacht dat het dier zijn slachtoffer een klap gaf met de snuit, omdat deze iets verdikt was. De grote slagtanden in de bek maakten het een gevaarlijk dier. Zijn prooi bestond waarschijnlijk uit dinosauriërs. Kaprosuchus werd ongeveer zes meter lang en was verwant aan Mahajangasuchus, Peirosaurus, Montealtosuchus en Uberabasuchus.
Hij leefde in het noorden van Afrika in het Midden tot Laat-Krijt. In de buurt van Kaprosuchus zijn nog enkele andere krokodilachtigen gevonden zoals Sarcosuchus, Stomatosuchus, Laganosuchus, Stolokrosuchus, Anatosuchus en Araripesuchus. Verder was het leefgebied van Kaprosuchus rijk aan dinosauriërs als Suchomimus, Eocarcharia, Kryptops, Nigersaurus, Ouranosaurus, Lurdusaurus en Valdosaurus en pterosauriërs.

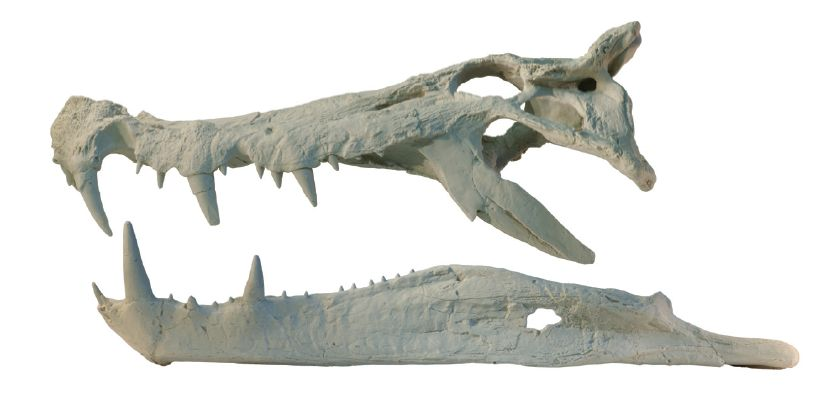
Schedel van Kaprosuchus saharicus.
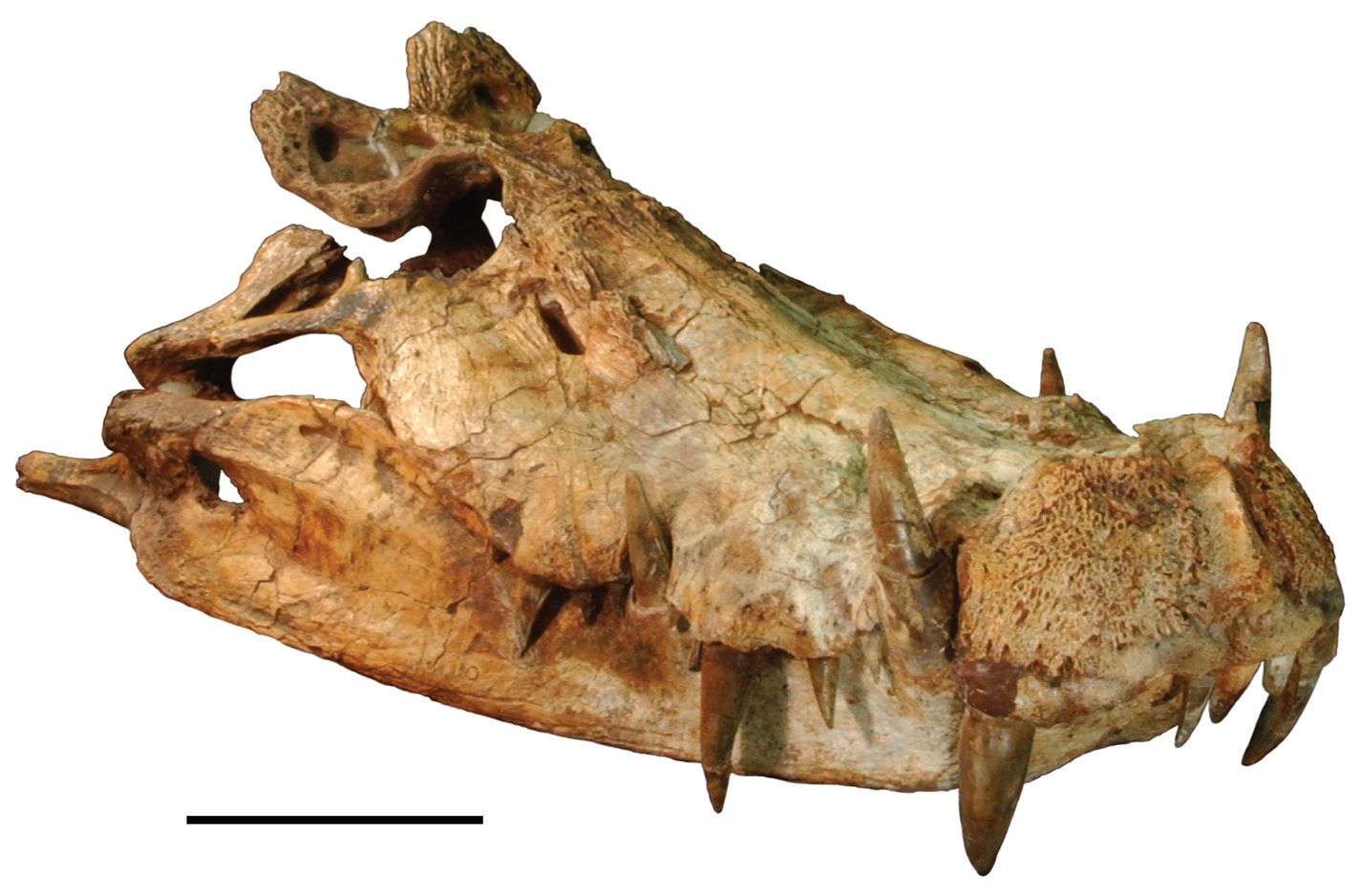
Schedel van Kaprosuchus met een tien centimeter lange lijn voor de schaal.